# Чистяков, Александр Петрович
Александр Петрович Чистяков (1880—1942) — советский спортсмен и киноактёр.

## Биография
Родился в 1880 году. Не закончив гимназии, работал бухгалтером.
С 1921 года учился в Первой Госкиношколе (мастерская Льва Кулешова).
С 1925 года активно снимался в кино. Первая роль — рабочий в фильме «Арсенальцы» стала хара́ктерной ролью для последующих работ актёра. В кино изображал крепких характерных стариков.
Умер 31 декабря 1942 года.

## Интересные факты
- А. П. Чистяков был чемпионом Российской империи по метанию молота. Самоучкой он начал осваивать метание молота ещё в конце XIX века и в 1912 году стал первым рекордсменом России. А 11 лет спустя — установил и первый рекорд СССР, который был лучше дореволюционного на 11 метров (37,22 метра).[1]
- Чистяков был одним из сильнейших российских велогонщиков — в 1902 году занял 2-е место в гонках на 100 километров. Увлекался также борьбой классического стиля — в 1924 году стал чемпионом Москвы в тяжёлом весе.[2]

## Творчество

### Фильмография
- 1926 — Беспризорный спортсмен (короткометражный)
- 1926 — Мать — Власов, отец
- 1926 — Эх, яблочко, куды котишься — машинист
- 1927 — Конец Санкт-Петербурга — рабочий
- 1927 — Кто ты такой? — нищий
- 1928 — Белый орёл — эпизод
- 1928 — Веселая канарейка — рабочий
- 1928 — Герои домны — комиссар
- 1928 — Потомок Чингис-Хана — командир партизан
- 1928 — Саламандра (Salamander; СССР, Германия) — Прайер, печатник
- 1929 — Два-бульди-два — мастер
- 1929 — За ваше здоровье (короткометражный)
- 1929 — Перегон смерти — машинист Гаврилов
- 1929 — Сто двадцать тысяч в год — Дроздов, красный директор
- 1929 — Тёмное пятно — мясник
- 1929 — Тёмное царство
- 1930 — Хлеб — крестьянин
- 1931 — Великие будни — кулак
- 1931 — Понятая ошибка — Иван Тимофеев, крестьянин-середняк
- 1932 — Две встречи — начальник станции (нет в титрах)
- 1932 — Мы вызываем — обыватель
- 1932 — Простой случай — дядя Саша
- 1932 — Толедо
- 1933 — Дезертир — Фриц Мюллер
- 1933 — Конвейер смерти — Кашевский, мастер
- 1933 — Окраина — Пётр Иванович Кадкин, сапожник
- 1933—1935 — Последняя ночь
- 1934 — Настенька Устинова — Устинов
- 1935 — Дивный сад — шпрехшталмейстер
- 1935 — Лётчики — Иван Матвеевич Хрущёв, старший механик
- 1935 — Любовь и ненависть — муж Василисы
- 1935 — Строгий юноша — отец Ольги
- 1936 — Ревизор
- 1936 — Тринадцать — Александр Петрович Постников, профессор-геолог
- 1936 — Я люблю — Никанор
- 1937 — Возвращение Максима — Мищенко, рабочий-литейщик Северного завода
- 1937 — Дочь Родины — дед Андрон
- 1937 — Шахтёры — Никанор
- 1938 — Выборгская сторона — Мищенко, рабочий-литейщик, красногвардеец
- 1939 — Минин и Пожарский — эпизод
- 1939 — Степан Разин — князь Барятинский
- 1940 — Веселей нас нет
- 1940 — Возвращение — Погодин К. Н., дед Никиты, стахановец-литейщик
- 1941 — Дочь моряка — Шестов, капитан